# Sirvente

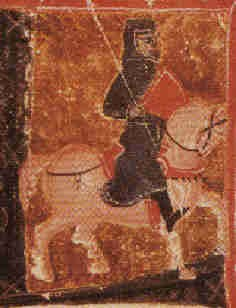
Bertran de Born, een bekende meester in het maken en voordragen van politieke sirventes.

Een sirvente (Provençaals: dienend) was een Provençaals middeleeuws lied, dat door troubadours speciaal voor hun broodheren werd gezongen.
De sirvente kende geen vaste vorm. Het kon een coupletlied zijn, of een strofisch lied, of een geheel vrije vorm hebben. De inhoud betrof doorgaans een spottekst op of een lofdicht voor de aangesprokene. In de 14e eeuw waren de teksten vaak voorzien van een moralistische draai of een politieke connotatie. Ook religieuze onderwerpen kwamen aan bod.
Het woord 'sirvente' stamt uit het Occitaans en heeft de betekenis gekregen als 'lied van de dienaar' (vergelijk met 'servant', of 'to serve' in het Engels).
De bekendste schrijver/dichter van sirventes was Bertran de Born (1140 - 1215).